# 이징 필 산수화조도첩
이징 필 산수화조도첩(李澄 筆 山水花鳥圖帖)은 대한민국 서울특별시 성북구 간송미술관에 있는 조선시대 허주(虛舟) 이징(李澄, 1581～?)의 그림 18점과 택당(澤堂) 이식(李植, 1584～1647), 백주(白洲) 이명한(李明漢, 1595～1645) 등 당시 유명 문인들의 제시 37점을 수록한 시서화(詩書畵) 합벽첩(合壁帖)이다. 2018년 6월 27일 대한민국의 보물 제1985호로 지정되었다.

## 개요
‘이징 필 산수화조도첩’은 조선 중기 소경산수(小景山水)와 화조영모(花鳥翎毛)로 명성이 높았던 허주(虛舟) 이징(李澄, 1581～?)의 그림 18점과 택당(澤堂) 이식(李植, 1584～1647), 백주(白洲) 이명한(李明漢, 1595～1645) 등 당시 유명 문인들의 제시 37점을 수록한 시서화(詩書畵) 합벽첩(合壁帖)이다. 이들이 그림에 대해 쓴 제발문(題跋文)을 통해 이징의 62세 무렵인 1652년(인조 20)경에 제작되었음을 알 수 있다. 이때는 이징이 조선 최고의 회가로 인조의 총애를 받아 화원(畵員)들을 지도하기 위해 도화서(圖畫署) 교수(敎授)로 임용된 시기로서, 그의 예술적 기량이 최고조에 이르렀던 때이다.
이 서화첩은 이징이 화조․영모 분야를 비롯해 산수에 있어서도 17세기 회화를 선도한 역량을 보여주고 있으며, 그의 작품세계를 이해하는 기준작으로서 의의가 있다. 기년작(紀年作)이 많지 않은 조선 중기 산수화조화 중 드물게 작가와 제작시기를 알 수 있는 작품이자, 현존하는 가장 오래된 시서화 합벽첩으로 한국회화사 연구에 있어 가치가 높다.

## 참고 자료
- 이징 필 산수화조도첩 - 국가유산청 국가유산포털